# NGC 5935
NGC 5935 is een spiraalvormig sterrenstelsel in het sterrenbeeld Ossenhoeder. Het hemelobject werd op 12 juni 1880 ontdekt door de Franse astronoom Édouard Jean-Marie Stephan.

## Synoniemen
- MCG 7-32-13
- ZWG 222.13
- 1ZW 113
- NPM1G +43.0302
- PGC 55183